# Sitio del Complejo de Lanzamiento del ICBM Titan II 374-5
El Sitio del Complejo de Lanzamiento del ICBM Titan II 374-5 es una instalación militar ubicada en la zona rural del condado de Faulkner. Se encuentra a mitad de camino entre Greenbrier y Conway, en el lado este de la ruta 65 de los Estados Unidos, aproximadamente 0,4 millas (0,64 km) al norte de su cruce con East Cadron Ridge Road. Es un complejo subterráneo de 10 acres (4,0 ha) de tierra, que cuenta con un silo de misiles y una instalación de control de lanzamiento. Sus puntos de acceso a nivel del suelo se han rellenado con escombros o se han cerrado con soldadura, y solo se distinguen por la presencia de plataformas de hormigón y montículos de tierra. Las características de la superficie también incluyen los restos de una plataforma para helicópteros, un marcador de ubicación de teodolito y el camino de acceso original a la instalación desde la US 65. La instalación contó con el personal del 374° Escuadrón de Misiles Estratégicos entre 1963 y 1986, que albergaba un ICBM Titan II LGM-25C y fue dado de baja y dejó de funcionar en 1987 bajo los términos del tratado de armas estratégicas SALT II.
Fue incluido en el Registro Nacional de Lugares Históricos en 2000. El número de referencia NRHP es 98001433.